# Ихар, Фернандо Пиньятелли
Фернандо Пиньятелли (итал. Fernando Pignatelli; 1654, Неаполитанское королевство — 14 августа 1729, Вена), 6-й герцог де Ихар — испанский военный и государственный деятель, генерал-фельдмаршал Священной Римской империи, участник войны за Испанское наследство.

## Биография
Четвертый сын Аньелло Пиньятелли, 1-го князя ди Монтекорвино и 1-го герцога ди Санто-Мауро, и Джованны Бранча, маркизы ди Санто-Мауро.
6 марта 1701 женился на Хуане Петрониле Сильва Фернандес де Ихар (26.06.1669—2.04.1710), 15-й сеньоре и 6-й герцогине де Ихар, 7-й де Лесера, 6-й де Альяга, 5-й графине де Вальфохона, 4-й де Химера, 10-й де Салинас, 13-й де Рибадео, и 5-й виконтессе де Алькуэрфорадат, придворной даме королевы Марии Луизы Орлеанской, дочери Хайме Франсиско Сармьенто де Сильвы, 5-го герцога де Ихар, и Марианны Пиньятелли де Арагон, вдове Фадрике де Сильвы, 4-го маркиза де Ориани.
Получил принадлежавшие жене титулы герцога и сеньора де Ихар, а также графа Салинас, Рибадео, Вальфохона, Химера и Бельчите, сеньора «в священном и мирском» Охос де Гвадиана, адмирала Моря-Океана, мэра Бургоса и старшего алькайда Витории.
Был произведен в чин генерал-сержанта баталии (генерал-майор), затем генерал-кампмейстера. 22 сентября 1703 был назначен губернатором и генерал-капитаном Галисии, после смерти Доминго Пиньятелли, маркиза Сан-Висенте. В середине ноября прибыл в провинцию, которую следовало подготовить к обороне от войск союзников. Установил свою резиденцию в Понтеведре. Весной 1704 Филипп V поручил ему командование на северном фланге операции по наступлению на Лиссабон, возглавленной лично монархом, с целью лишить базы войска Карла Австрийского.
В 1704 и 1705 годах председательствовал на хунтах королевства, решавших вопрос о дополнительном наборе войск, что привело к конфликту с местной администрацией и арестам чиновников, не желавших выполнять принятые решения. Военный комиссар Галисии Хосе Ариас Поррес безосновательно обвинил губернатора в попытках нажиться на армейских поставках. Отношения с городами и частью командиров особенно обострились после захвата Мадрида войсками союзников и бегства двора Филиппа V в Бургос. В июле 1706 в Галисии стали распространяться письма, в которых Ихар от имени короля обвинялся в государственной измене.
Воспользовавшись отъездом губернатора на фронт, часть генералов и высших чиновников попыталась отстранить его от власти и арестовать. Это привело к кризису управления, поскольку города не хотели иметь дела с Ихаром. Королевское следствие оправдало его по всем обвинениям, но в январе 1707 Филипп был вынужден отправить герцога в отставку.
Разочаровавшись в деле Бурбонов, герцог де Ихар перешел на сторону Карла III после того, как войска Габсбургов в 1710 году снова заняли Мадрид, где он в то время находился. Пиньятелли стал членом придворного Кабинетного совета, а вскоре был назначен вице-королем Арагона. В 1711 году стал испано-габсбургским фельдмаршалом, но в том же году Бурбоны отвоевали Арагон, и король Филипп секвестрировал земли Ихара. Герцог уехал в Барселону, а после поражения Габсбургов перебрался в Вену, где 7 декабря 1720, после отказа Карла VI от испанской короны, был произведен в имперские генерал-фельдмаршалы.
После смерти в 1707 бездетного старшего брата Джулио Фернандо стал 3-м князем ди Монтекорвино и герцогом ди Санто-Мауро.
Дети:
- Хосе (ум. ребенком)
- Мануэла (1702—1775). Муж (20.04.1718, Неаполь): Джованни Баттиста Пиньятелли (1697—1729), князь ди Марсиконово
- Марианна (р. 1703), монахиня в королевском монастыре Воплощения в Мадриде

Уже находясь в изгнании в Вене, Фернандо Пиньятелли вступил в брак с Исабель Маргаритой Розой де Сильва-и-Ихар, сестрой своей первой жены. Свидетелем на бракосочетании был император Карл VI.